# کاستا دیوا (فیلم ۱۹۳۵)

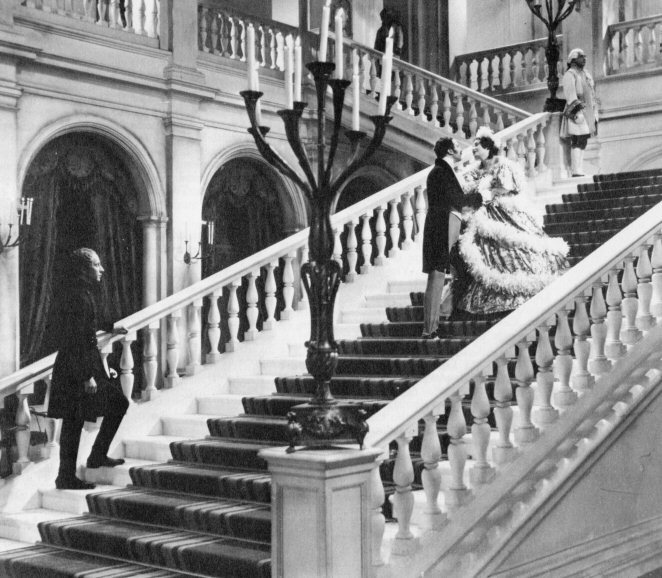
عکسی از فیلم

کاستا دیوا (ایتالیایی: Casta Diva) یک فیلم موزیکال درام به کارگردانی کارمینه گالونه است که در سال ۱۹۳۵ منتشر شد. این فیلم برندهٔ «جایزهٔ بهترین فیلم ایتالیایی» در سومین جشنواره فیلم ونیز شد.

## بازیگران
- مارتا اگرت در نقش مادلنا
- ساندرو پالمیری در نقش وینچنتزو بلینی
- گوالتیه‌رو تومیاتی در نقش نیکولو پاگانینی
- آکیله مایرونی در نقش جواکینو روسینی
- آلفردو روبرت در نقش فردیناند چهارم
- لامبرتو پیکاسو
- جولیو دونادیو
- انیو چرلیسی
- واسکو کرتی
- مائوریتسیو دآنکورا
- چزاره بتارینی
- جینو ویوتی